# Skeninge manskör
Skeninge manskör var en manskör i Skänninge, Östergötlands län som bildades senast 1927. Kören slog samman 1998 med Manskören Sångarbröderna och bildade Manskören SMS (Skeninge Mjölby Sångarbröder), som lades ned 2005.

## Historik
Skeninge manskör var en manskör i Skänninge, Östergötlands län som bildades senast 1927. 1994 började Manskören Sångarbröderna och Skeninge manskör att samarbetade mer då de grundade traditionen att han en sensommarkonsert i Blåviks kyrka. År 1998 slogs körerna ihop och bildade kören Manskören SMS (Skeninge Mjölby Sångarbröder) som kom att ledas av Margaretha Lundgren. Hon tvingade senare att sluta på grund av sitt arbete med kyrkans körer. År 2005 lades den sammanslagna manskören ned.